# Llei del moviment en fotografia

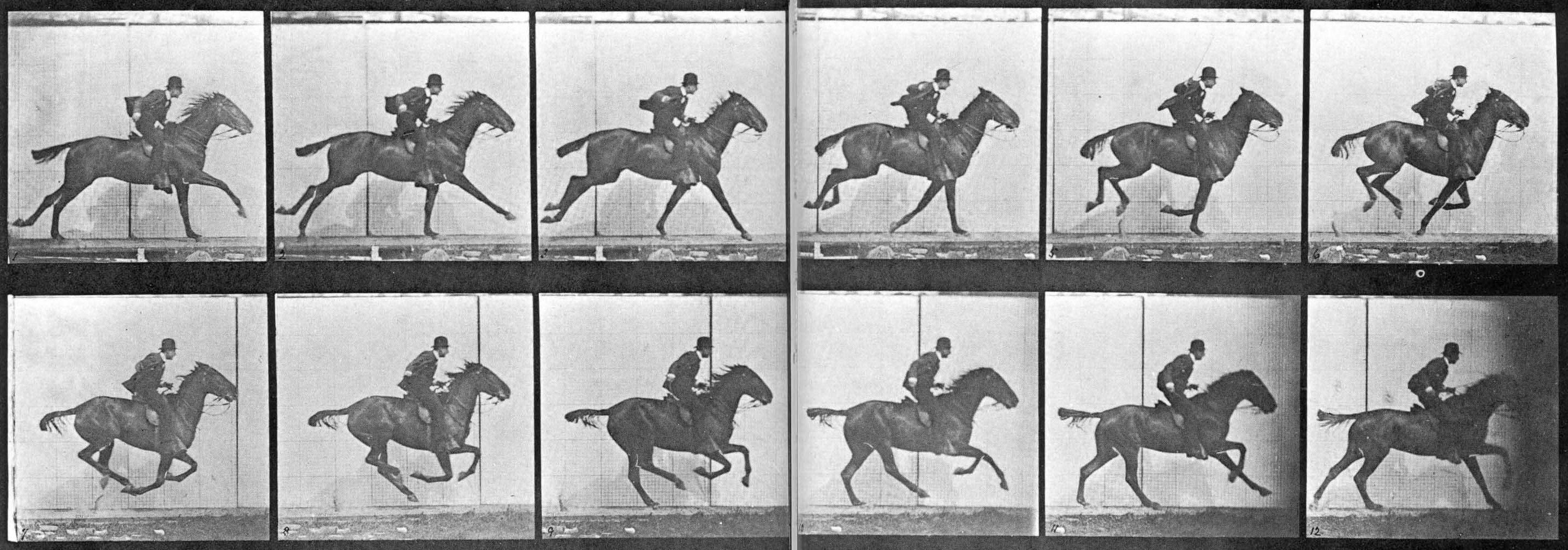
Experiment fotográfic d'Eadweard Muybridge, seqüència del galop d'un cavall

La llei del moviment és un dels fonaments bàsics de la fotografia. Aquesta llei ens permet transmetre, de manera adequada, el moviment de l'acció fotografiada.
Aquesta llei tracta principalment la composició de la imatge, la manera efectiva de disposar els elements que integren la fotografia, i així poder transmetre degudament la sensació de moviment.
El principal fonament en el que es basa és en la següent idea: tot objecte dinàmic en la imatge ha d'entrar, i no sortir, de la fotografia. Per tant, ha de situar-se en una part de l'enquadrament de manera que deixi més espai cap al costat que va dirigida l'acció. És a dir, quan en una imatge volem transmetre que l'objecte o subjecte està realitzant, o realitzarà, una acció amb un moviment concret, haurem de deixar espai en la composició. Aquest espai haurà de deixar-se en la direcció que l'acció fotografiada es dirigeix.
Així doncs, una bona composició a l'hora de fotografiar és de gran importància.

## Història
La fotografia des dels inicis, i per naturalesa, es considera una imatge estàtica. Però, la captura del moviment sempre ha sigut un tema molt tractat i experimentat per els diferents artistes.
Per això, podríem dir que la captació del moviment en la fotografia s'inicia l'any 1872, època en la qual la tecnologia ja havia fet grans avenços, i aconseguit realitzar exposicions en una petita fracció de segons, és a dir, capturar una imatge en molt poc temps.
En la dècada posterior a la guerra de successió (1701-1714), la invenció de làmines de revelat seques i de l'equip fotogràfic més ràpid, va permetre que els fotògrafs de l'època poguessin gravar amb més precisió els objectes en moviment.
Però, no va ser fins a l'any 1873 quan Leland Stanford (1824-1893), anterior governador de California i un entusiasta de les carreres de cavalls, va apostar 20 dòlars amb un amic a que la seva teoria de que les quatre potes del cavall, en algun moment del galop, es trobaven suspeses a l'aire, era certa, i no com tots els artistes de l'època ho dibuixaven.
Per tal de verificar la seva afirmació, Stanford va contractar a Eadweard Muybridge (1830 - 1904), un fotògraf britànic resident a Califòrnia en aquells moments, perquè captures un seguit de fotografies del galop del cavall i, així, poder aclarir el dubte que Stanford i el seu amic s'havien plantejat.
Els avenços de l'època van permetre que Muybridge pogués inventar un obturador mecànic més ràpid, i l'any 1877 es va disposar a realitzar aquell experiment fotogràfic. Va consistir en disposar, de manera alineada, 24 càmeres, una darrere d'una altre. Cada un dels disparadors d'aquestes càmeres estava controlat per un fil que creuava el carril de la pista, fent així que quan el cavall passes per allà, el cordill es trenqués i acciones el disparador, capturant una imatge de la posició del cavall a cada instant.
Amb les fotografies resultants, Stanford va poder demostrar la certesa de la seva teoria que deia que el cavall, en algun moment del galop, es trobava flotant. Fent també, que aquest experiment portes la fotografia cap a nous avenços, i marques el naixement de la fotografia en moviment.

## Teoria de la Llei del Moviment
La llei del moviment es basa en la composició de la imatge i diu: “quan fotografiem un objecte en moviment o, amb capacitat o aparença per desplaçar-se, la composició i l'enquadrament de la fotografia sempre haurà de cedir més espai davant l'objecte, és a dir, que hi hagi major espai cap a la direcció que l'objecte es desplaça.”
Seguint aquestes indicacions, quan fotografiem un objecte o subjecte en moviment, haurem de prestar atenció en la composició que escollim. En aquesta composició, l'objecte s'haurà de trobar en un costat de la imatge (i no en el centre), deixant més espai en la direcció que el moviment de l'acció es dirigeix.